# Gisela Febel
Gisela Febel (* 27. Juni 1955 in Niederaschau) ist eine deutsche Literaturwissenschaftlerin.

## Leben
Sie studierte Romanistik, Philosophie und Germanistik. Nach dem Staatsexamen 1980, der Promotion 1984 und der Habilitation 1998 in Stuttgart übernahm sie 1999 eine Vertretungsprofessur in Bremen. Seit 2002 ist sie Professorin für Romanische Literaturwissenschaft (C4) an der Universität Bremen.
Ihre Forschungsschwerpunkte sind Literatur und Übersetzung, Kulturkontakte und Kulturvermittlung, Rhetorik und Philosophie im Kontakt mit Literatur, neuere Literaturtheorie, Lyrik und Lyriktheorie und Literatur- und Sprachkontakte, vom Code-Switching bis zur Gattungsproblematik, jenseits von Nationalliteraturen, moderne Komparatistik als transversale Geschichte der Formen.

## Schriften (Auswahl)
- Mythos und Verdacht. Überlegungen zum Mythos im französischen Roman des 20. Jahrhunderts am Beispiel von Robbe-Grillet. Bern 1984, ISBN 3-8204-5526-4.
- Aphoristik in Deutschland und Frankreich. Zum Spiel als Textstruktur. Bern 1985, ISBN 3-8204-8307-1.
- Poesia ambigua – Vom Alphabet zum Gedicht. Aspekte der Entwicklung der modernen französischen Lyrik bei den Grands Rhétoriqueurs. Frankfurt am Main 2001, ISBN 3-465-03065-6.
- mit Hans Grote (Hg.): L’état de la poésie aujourd’hui. Perspektiven französischsprachiger Gegenwartslyrik. Berlin 2003, ISBN 3-631-38496-3.
- mit Cerstin Bauer-Funke (Hg.): Menschenkonstruktionen. Künstliche Menschen in Literatur, Film, Theater und Kunst des 19. und 20. Jahrhunderts. Göttingen, 2004, ISBN 978-3-89244-762-7.
- mit Natascha Ueckmann (Hg.): Europäischer Film im Kontext der Romania. Geschichte und Innovation. Münster 2007, ISBN 978-3-8258-0941-6.
- mit Kerstin Knopf, Martin Nonhoff (Hg.): Contradiction Studies – Exploring the Field. Wiesbaden, 2023, ISBN 978-3-658-37783-0.